# NHK出版新書
NHK出版新書（エヌエイチケイしゅっぱんしんしょ、NS新書）は、株式会社NHK出版が発行する新書レーベル。

## 沿革と概要

### 生活人新書としてスタート
2001年11月9日、株式会社日本放送出版協会が生活人新書を創刊する。
NHKブックスという新書に近い教養選書が存在する中で、新たに新書シリーズを始めることとなるため、教養から離れ、生活や趣味の分野を中心に扱おう、という方針のもとにスタートを切った。
ベストセラーとしては、築山節『脳が冴える15の習慣』や森昭雄『ゲーム脳の恐怖』などがあるほか、新書大賞2010で、小池昌代編著『通勤電車でよむ詩集』が第9位に選ばれた。

#### 生活人新書 創刊ラインナップ
生活人新書の創刊ラインナップは次のとおり。
1. 蕎麦屋のしきたり（藤村和夫）
2. 6番アイアンの教え（坂田信弘）
3. ビジネスマンのための「個性」育成術（黒木靖夫）
4. それでもやり直したい二人のためのマニュアル（岡野あつこ）
5. ＜ライフスタイル別＞家計の方程式（畠中雅子）
6. グランマの本棚から 親と子の100冊（山崎慶子）
7. 脱・「英語人間」（遠山顕）
8. 手話あいうえお（丸山浩路）
9. ダ・ヴィンチ博士、海にもぐる（布施英利）
10. 地上星座学への招待（畑山博）

### NHK出版新書としてリスタート
2011年1月1日、日本放送出版協会が社名変更をしてNHK出版となったのを機に、同年1月8日、生活人新書は名称をNHK出版新書に変更し、装丁もリニューアルし、総合新書として生まれ変わった。
生活人新書が扱っていた「生活に根ざした知識」に加え、政治・経済・人文思想・サイエンスなども扱い、時代を総合的につかむことができるようにとの思いでつくられている。
NHKの放送番組と連動した情報も収録されるという特徴がある。通巻番号は、生活人新書から継続したものとなっている。
毎月10日に数点ずつ刊行されている。
ベストセラーとしては、2015年ベストセラーランキングで新書（ノンフィクション）部門6位の池上彰『おとなの教養』などがあるほか、新書大賞2020では 梶谷懐・高口康太『幸福な監視国家・中国』が第6位に選ばれている。
また、2022年には浜崎洋介『小林秀雄の「人生」論』が第31回山本七平賞奨励賞を受賞した。

#### NHK出版新書 創刊ラインナップ
NHK出版新書の創刊ラインナップは次のとおり。
1. 「正義」を考える 生きづらさと向き合う社会学（大澤真幸）
2. はじめての宗教論 左巻 ナショナリズムと神学（佐藤優）
3. 人はひとりで死ぬ 「無縁社会」を生きるために（島田裕巳）
4. ザイニチ魂！ 三つのルーツを感じて生きる（鄭大世）
5. 日本経済論 「国際競争力」という幻想（松原隆一郎）